# Franco Festorazzi
Franco Festorazzi (ur. 29 listopada 1928 w Perledo, zm. 24 czerwca 2021 w Como) – włoski duchowny rzymskokatolicki, w latach 1991-2004 arcybiskup Ankony.
Święcenia prezbiteratu przyjął 28 czerwca 1952. 6 kwietnia 1991 Jan Paweł II mianował go arcybiskupem metropolitą Ankony-Osimo. Sakrę przyjął 18 maja tegoż roku z rąk Alessandro Maggioliniego, ówczesnego ordynariusza diecezji Como. 8 stycznia 2004 papież przyjął jego rezygnację z urzędu złożoną ze względu na osiągnięcie wieku emerytalnego.